# Władysławowo (gmina Kleczew)
Władysławowo – dawna wieś w Polsce, w województwie wielkopolskim, w powiecie konińskim, w gminie Kleczew.  Miejscowość zniesiona 1 stycznia 2017. Miejscowość wchodziła w skład sołectwa Sławoszewo.
W latach 1975–1998 miejscowość administracyjnie należała do województwa konińskiego.
Obecnie w miejscu gdzie znajdowała się wieś jest odkrywka Jóźwin IIB kopalni węgla brunatnego Konin. 